# بيتس كوكي
بيتس كوكي هو محامي وسياسي أمريكي، ولد في 23 ديسمبر 1787 في والينغفورد ‏ في الولايات المتحدة، وتوفي في 31 مايو 1841 في ليوستون في الولايات المتحدة. نشط حزبياً في مناهضة الماسونية. وقد انتخب عضو مجلس النواب الأمريكي ‏.